# Lilltjärnen (Ramsele socken, Ångermanland, 704326-152711)
Lilltjärnen är en sjö i Sollefteå kommun i Ångermanland och ingår i Ångermanälvens huvudavrinningsområde.